# 优胜镇
优胜镇是中国广东省河源市和平县下辖的一个镇，位于和平县东北部。辖区总面积115.1平方公里，下辖1个社区10个村，总人口1.57万人。区内有穿山甲、雉鸡等珍稀动物，盛产茶叶，有稀土、珍珠岩等矿产。

## 行政区划
优胜镇下辖以下村级行政区划单位
街道社区、优镇村、新联村、上潭村、新石村、石坝村、秀溪村、优二村和鱼溪村。